# Тибіотарсус

Скелет голуба; номери 10 та 11 позначають тибіотарсус

Тибіотарсус — кістка між стегном і цівкою у нозі птахів. Утворюється зрощенням проксимальної частини передплесна з великою гомілковою кісткою.
Подібне утворення було також в гетеродонтозаврових (Heterodontosauridae) з мезозойського періоду. Але ці невеликі птахотазові динозаври не були близько спорідненими з птахами, тому схожість будови їхніх ніг вважається конвергенцією.
| Череп | Це незавершена стаття з анатомії. Ви можете допомогти проєкту, виправивши або дописавши її. |